# Greenpeace
Greenpeace (de l'anglès green: verd, i peace: pau) és una organització no governamental ecologista i pacifista internacional fundada al Canadà el 1971. Compta amb oficines en més de 40 països i té la seu internacional a Amsterdam, als Països Baixos.
Aquesta ONG vol protegir i defensar el medi ambient, intervenint en diferents punts del planeta on, segons l'organització, es cometen atemptats contra la Naturalesa. Greenpeace duu a terme campanyes per aturar el canvi climàtic, protegir la biodiversitat marina i contra la sobreexplotació de mars i oceans, rebutjar els cultius transgènics, disminuir la contaminació i acabar amb l'ús de l'energia nuclear i de les armes. En els últims anys, però, s'han afegit reptes nous com el del canvi climàtic i la contaminació amb plàstics i microplàstics que amenacen seriosament la viabilitat d'espècies. Greenpeace és coneguda per les seves accions directes i ha estat descrita com una de les organitzacions ecologistes més visibles del món, elevant els problemes mediambientals al coneixement públic i influint tant en el sector privat com en el públic.
Segons xifres de Greenpeace, el nombre de socis el 2020 era de tres milions dos-cents mil a nivell mundial, dels quals uns 120.000 a Espanya.

## Història
El moviment ecologista va néixer el 1971 quan un grup d'activistes antinuclears canadencs, alguns quàquers i objectors de consciència nord-americans que s'havien refugiat al Canadà per no participar en la guerra del Vietnam, van formar una petita organització anomenada Don't make a wave Committee (Comitè "No provoqueu un sisme submarí") que protestava contra les proves nuclears que els Estats Units portaven a terme a l'arxipèlag d'Amchitka (Alaska), al nord del Canadà, que temien que produïssin un sisme submarí i tsunamis.
Al febrer de 1971, en una reunió es va proposar la idea dels quàquers de "donar testimoni" i navegar cap a la zona d'explosió per fer una protesta. En la reunió, un membre va fer el signe de la pau amb dos dits en forma de V, dient "Pau", al que Bill Darnell va respondre “let’s make it a green peace” ("Fem que sigui una pau verda"). El vaixell Phyllis Cormack, que van anomenar Rainbow Warrior en referència al llibre Warriors of the Rainbow: Strange and Prophetic Dreams of the Indian People, que Bob Hunter va portar amb ell en el viatge i en el qual explicava una profecia on la gent del món s'uniria per salvar el món de la destrucció. El vaixell va transportar al grup de militants, però foren interceptats abans d'arribar, i la prova nuclear es va dur a terme, però l'acció de denúncia va provocar que durant dies es produïssin manifestacions de desenes de persones a la frontera entre el Canadà i els Estats Units, sensibilitzant l'opinió pública i aconseguint que els Estats Units no fessin més proves a les Aleutianes.
Diferents grups independents i sense connexió van anar apareixent als Estats Units, Nova Zelanda i Austràlia, prenent el nom de Greenpeace, que disputaven la legitimitat sobre el nom. Quan es van iniciar les campanyes en contra de la caça de balenes, en 1975 i 1976 i de cries de foca en 1975 i 1976, alguns membres no consideraven la protecció dels animals al mateix nivell que la protesta contra les nuclears, i l'entitat va estar a punt d'escindir-se perquè aquests pensaven que les protestes animalistes s'haurien de dur a terme per altres entitats, i un dels membres fundadors, Paul Watson fou expulsat de la direcció per demanar accions més contundents en compte de la interpretació de Greenpeace de la no-violència i acabaria fundant Sea Shepherd Conservation Society el 1978. A meitat de la dècada de 1970 es fundaren seccions europees, i en 1978, es va crear Greenpeace Internacional, que va dotar d'una estructura organitzada a l'entitat.
El vaixell Rainbow Warrior va ser enfonsat pels serveis secrets francesos el 1985 a Auckland, Nova Zelanda per evitar una protesta en contra de les proves nuclears que realitzaria França a l'Atol de Moruroa, a l'oceà Pacífic sud, en una acció en la qual va morir el fotògraf de Greenpeace Fernando Pereira. El vaixell va ser reflotat, però les avaries eren de tal magnitud que van fer impossible la seva reparació, de manera que va ser transportat el 1987 cap a les illes Cavalli on va ser enfonsat per a contribuir com a santuari de fauna marina.
La pressió de Greenpeace va fer que l'any 1986, la Comissió Balenera Internacional, aprovés una moratòria que prohibia la caça comercial de balenes. Espanya, que en formava part, hi va votar a favor.

## Organització
Greenpeace és una organització ambientalista global. Greenpeace International i el Consell Directiu es troben a Amsterdam, existint 28 oficines nacionals i regionals al voltant del món, amb això han assolit estar presents en 42 països. Aquestes oficines nacionals i regionals són en gran part autònomes, existeix una certa coordinació per a portar a terme les estratègies globals col·lectivament acordades, són autònomes per a realitzar cada campanya dintre del context local que operen i a buscar suport financer per mitjà dels seus propis socis. Les oficines nacionals i regionals donen suport una xarxa de grups locals de voluntaris. Els grups locals participen principalment difonent les campanyes en la seva regió. Milions de simpatitzants que no estan organitzats en grups locals, donen suport a Greenpeace per mitjà de donatius mensuals.
A Espanya, en 2012, a causa de la crisi provocada per la baixada d'ingressos, es va produir un expedient de regulació d'ocupació que va afectar el 12% de la plantilla, i es van tancar les delegacions territorials, inclosa la catalana.

## Resum de prioritats i campanyes
Els mètodes d'actuació de l'entitat son accions directes, actuació com a grup de pressió política i educació pública. Les accions directes estan orientades a incidir en els mitjans de comunicació per captar l'atenció de l'opinió pública, i entre elles destaquen les llanxes que s'interposen entre els vaixells i les balenes. L'actuació com a grup de pressió és similar a la realització per altres organitzacions, enviant informes sobre temes de medi ambient a grups parlamentaris i administracions. L'educació pública es fa amb butlletins, fulletons i accions similars.
L'essència de les operacions es troba a les campanyes, que poden ser grans "campanyes globals" que es creen des de l'organització internacional, o "accions locals" més petites es generen des de les oficines locals. No son independents entre si, doncs les accions locals poden ser manifestacions tangibles de campanyes globals o bé precedents que creen les grans campanyes, seguint l'eslògan de desenvolupament sostenible: "Pensa globalment, actua localment".
A la seva pàgina web oficial, Greenpeace es defineix com:
| «                            | Greenpeace és una organització independent de campanyes globals que actua per canviar actituds i comportaments, per protegir i conservar el medi ambient i per promoure la pau: - Catalitzant una revolució energètica per abordar l'amenaça número u davant del nostre planeta: el canvi climàtic. - Defensar els nostres oceans mitjançant el desafiament de la pesca excessiva i destructiva, i la creació d'una xarxa mundial de reserves marines. - Protegir els boscos primaris que queden en el món i dels que depenen de molts animals, plantes i persones. - Treballant per al desarmament i la pau reduint la dependència dels recursos finits i demanant l'eliminació de totes les armes nuclears. - Creació d'un futur lliure de toxines amb alternatives més segures per als productes químics perillosos de la fabricació actual. - Campanya d'agricultura sostenible, fomentant pràctiques agrícoles socialment i ecològicament responsables. | » |
| — - Greenpeace International | |   |

### Campanyes als Països Catalans
La filial espanyola va néixer el 1984. Als Països Catalans hi ha hagut altres accions destacables com la protesta per les centrals nuclears a Perpinyà el 2011, la que va protagonitzar l'activista Toni Melajoki i una vintena de persones més que el 2013 es van penjar a la façana del Naixement del Temple Expiatori de la Sagrada Família per reclamar l'alliberament d'un grup de companys detinguts a Rússia, l'accés d'una vintena d'activistes a la Central nuclear de Cofrents en 2011, i la presència del Rainbow Warrior l'estiu de 2014 a València, Eivissa i Mallorca en campanya contra els projectes de prospeccions petrolieres a les seves aigües, contra el judici als activistes i els transgènics a Ceret, o la protesta davant de Felip II d'Espanya a la Fira de Barcelona el 2015 o la de dues embarcacions que van desplegar pancartes en una acció de protesta contra el president espanyol Pedro Sánchez en 2021.

## Finançament
L'organització global no accepta finançament de governs, corporacions o partits polítics, basant-se en tres milions de simpatitzants individuals i subvencions de fundacions.

## Controvèrsies
El seu rebuig als aliments transgènics, segons un centenar de premis Nobel de diferents especialitats tergiversa els riscs, beneficis i impactes d'aquests aliments, i en una carta oberta li demanen que abandoni la campanya que en fa en contra, especialment contra l'arròs daurat, modificat genèticament per a contenir més vitamina A que salva milers de vides cada any.
Una campanya el 2014 a les Línies de Nazca per donar a conèixer els efectes del canvi climàtic fa afectar zones protegides, i l'organització va haver de demanar disculpes al govern del Perú.